# Тимирязев, Иван Александрович
Иван Александрович Тимирязев (фин. Ivan Timiriasev, Timirjasev или Timiriasew; 7 февраля 1860, Санкт-Петербург, Российская империя — 11 октября 1927, Хельсинки, Финляндия) — русский офицер кавалерии, полковник, фотограф Финляндии.

## Биография
Окончил Елисаветградское кавалерийское училище. С 6 ноября 1879 года поступил на воинскую службу. Произведён в офицеры 9-го драгунского Елисаветградского полка. Корнет (старшинство 01.09.1886); поручик (старшинство 24.12.1890).
С 3 января 1890 года назначен адъютантом командующего войсками Финляндского военного округа генерала Фёдора Логгиновича Гейдена. Произведён в штабс-ротмистра (старшинство 25.03.1892). Позднее — ротмистр (старшинство 15.03.1898).
С 31 августа 1904 года назначен адъютантом финляндского генерал-губернатора князя Ивана Михайловича Оболенского. В 1907 году произведён в подполковники (старшинство 14.10.1907; за отличие). На 1 мая 1911 года числился в том же чине. В списках 1912, 1913, 1914 годов не значится, вероятно состоя на статской службе. На 22 марта 1915 года в той же должности. Произведён в полковники (старшинство 25.03.1912). На 1 августа 1916 года состоял в том же чине и должности.
Он стал известен благодаря своему увлечению фотографией, в особенности на тематику документальных фотографий, касающихся Хельсинки. И. Тимирязев начал фотографировать в 1890 году. Обучал его этому Даниель Нюблин. Иван снимал главным образом будничную жизнь города Хельсинки и природу. Фотографии И. Тимирязева публиковали в таких иллюстрированных журналах, как Veckans Krönika и Suomen Kuvalehti. Будучи на пенсии, И. Тимирязев некоторое время работал фотографом на полную ставку в журнале Veckans Krönika. К тому же, он участвовал во многих фотоконкурсах, проводившихся в России и в Финляндии, получал в них почётные грамоты и награды.
Скончался 11 октября 1927 года и похоронен на православном кладбище в Хельсинки в районе Лапинлахти.

## Награды
- Орден Святого Станислава II степени (1903)
- Орден Святой Анны II степени (1905)
- Орден Святого Владимира IV степени (18.04.1910)
- Орден Святого Владимира III степени (22 марта 1915)

## Семья
- Отец — Александр Тимирязев, действительный статский советник
- Мать — Наталия Донаурова
- Жена — Онерва Ангерво (1887—?), в браке с 1918 года.